# Berta Piñán
Berta Piñán (Cangues d'Onís, 1963) és una escriptora asturiana en asturlleonès i castellà.

## Biografia
Estudià Filologia Hispànica a la Universitat d'Oviedo i actualment és professora de Secundària a l'Institut Carmen Conde de Las Rozas de Madrid. A Oviedo, freqüentava la tertúlia literària del Café Oliver, de José Luis García Martín. Mentre estudiava la carrera universitària, va fundar la revista literària Adréi, juntament amb Xuan Bello i Antón García. En aquells anys, va començar a escriure a la revista de l'Acadèmia de la Llengua Asturiana, Lletres Asturianes.
En la seva producció literària destaquen poemaris com Al abellu les besties, Vida privada, Temporada de pesca i Un mes, així com el llibre de contes La tierra entero.
Des de 2008 és membre de l'Academia de la Llingua Asturiana.
El 25 de juliol de 2019 va ser nomenada consellera de Cultura, Política Lingüística i Turisme del Principáu d'Asturies.

### Obres

#### Poesia
- Al abellu les besties (1986)
- Vida privada (1991)
- Temporada de pesca (1998)
- Un mes (2003). En català: Un mes i altres poemes (Denes, 2008, trad. de Jaume Subirana)
- Noches de incendio (Trea, 2006). Bilingüe
- La mancadura (Trea, 2010). En català: La ferida (El Gall Editor, 2018, trad. de Jaume Subirana)

#### Prosa
- La tierra entero (1996)
- Tres siglos construyendo la igualdad. ¿Qué es el feminismo? (2004)
- La maleta al agua (2005)
- Las cosas que le gustan a Fran (2007)
- El extranjero (2007)

#### Assaig
- Notes de Sociollingüística Asturiana (1991)